# Олесница (гмина, Сташувский повет)
Олесница (пол. Oleśnica) — городско-сельская гмина (волость) в Польше, входит как административная единица в Сташувский повет, Свентокшиское воеводство. Население — 4062 человека (на 2004 год).

## Демография
| Перепись                       | Всего   | Всего | Женщины | Женщины | Мужчины | Мужчины |
| ------------------------------ | ------- | ----- | ------- | ------- | ------- | ------- |
| Единицы                        | человек | %     | человек | %       | человек | %       |
| Население                      | 4062    | 100   | 2043    | 50,3    | 2019    | 49,7    |
| Плотность населения (чел./км²) | 75,9    | 75,9  | 38,2    | 38,2    | 37,7    | 37,7    |

## Сельские округа
1. Божимув
2. Броды
3. Быдлова
4. Кемпе
5. Олесница
6. Печоноги
7. Подлесе
8. Стшельце
9. Суфчице
10. Войнув

## Соседние гмины
1. Гмина Лубнице
2. Гмина Пацанув
3. Гмина Рытвяны
4. Гмина Стопница
5. Гмина Тучемпы